# Dig a Pony
〈Dig a Pony〉는 비틀즈의 곡으로 1970년 음반 《Let It Be》에 처음 발매되었다. 이 녹음은 1969년 1월 30일 비틀즈가 공연한 런던 새빌 로에 있는 애플 스튜디오 루프탑 콘서트에서 나온 것이다.

## 구성
존 레논은 이 곡의 작곡가이자 가수였지만 이 곡은 레논-매카트니로 표기되었다. 그 곡은 원래 〈All I Want Is You〉라고 불렸다. 레논은 비록 많은 그의 노래들에 대해 비슷한 경멸을 보였지만 이 노래는 "쓰레기 한 조각"이라고 말했다. 곧 아내로 될 오노 요코를 위해 쓰여졌고, 레논이 밥 딜런 스타일로 부르는 서정적인 서정에서 함께 얽혀 있는 이상하고 겉보기에 말도 안 되는 수많은 구절들을 특징으로 했다.
초기 미국 언론들은 《Let It Be》의 이 노래를 〈I Dig a Pony〉로 잘못 불렀다.